# Attentat du 29 novembre 2019 à Londres
L'attentat du 29 novembre 2019 à Londres est une attaque terroriste à l'arme blanche survenue dans le Fishmongers' Hall sur le pont de Londres, dans le centre de la capitale britannique, le 29 novembre 2019, faisant deux morts et trois blessés,.
L'attaque, revendiquée par l'État islamique, est considérée comme terroriste par la police. L'auteur de l'attaque est abattu par la police. Il portait sur lui un « engin explosif factice ».
Le Premier ministre britannique, Boris Johnson, salue « la bravoure extraordinaire des passants qui sont intervenus ».
L'attaque survient lors du Black Friday. Le pont de Londres avait déjà été le théâtre d'un attentat au camion bélier le 3 juin 2017 faisant plusieurs morts, également revendiqué par l'organisation État islamique.

## Contexte
L'Europe fait face à de nombreux attentats perpétrés par l'organisation terroriste État islamique (organisation) ou par des sympathisants de l'organisation. Le Royaume-Uni fait également partie de leur cible. En 2017, trois attaques meurtrières avaient été perpétrées en leur nom.
Le Royaume-Uni se trouve par ailleurs au moment de l'attaque en pleine campagne pour les élections générales du 12 décembre 2019. Boris Johnson décide par conséquent d'interrompre sa campagne au soir de l'attaque.

## Enquête
L'assaillant, Usman Khan, est lié à des groupes terroristes islamistes. Il avait déjà été condamné en 2012 à 16 ans de prison pour avoir planifié un attentat à la bombe, mais avait été libéré de prison en 2018 après avoir accepté un bracelet électronique. Il avait participé ensuite à un programme de déradicalisation. Sa déradicalisation  avait été qualifiée de réussite à montrer en exemple :  "Poster Boy" par les responsables du programme . Il a été enterré au Pakistan devant une foule importante .

## Revendication
L'attaque est revendiquée le 30 novembre par l'État islamique.